# Julius Zielke

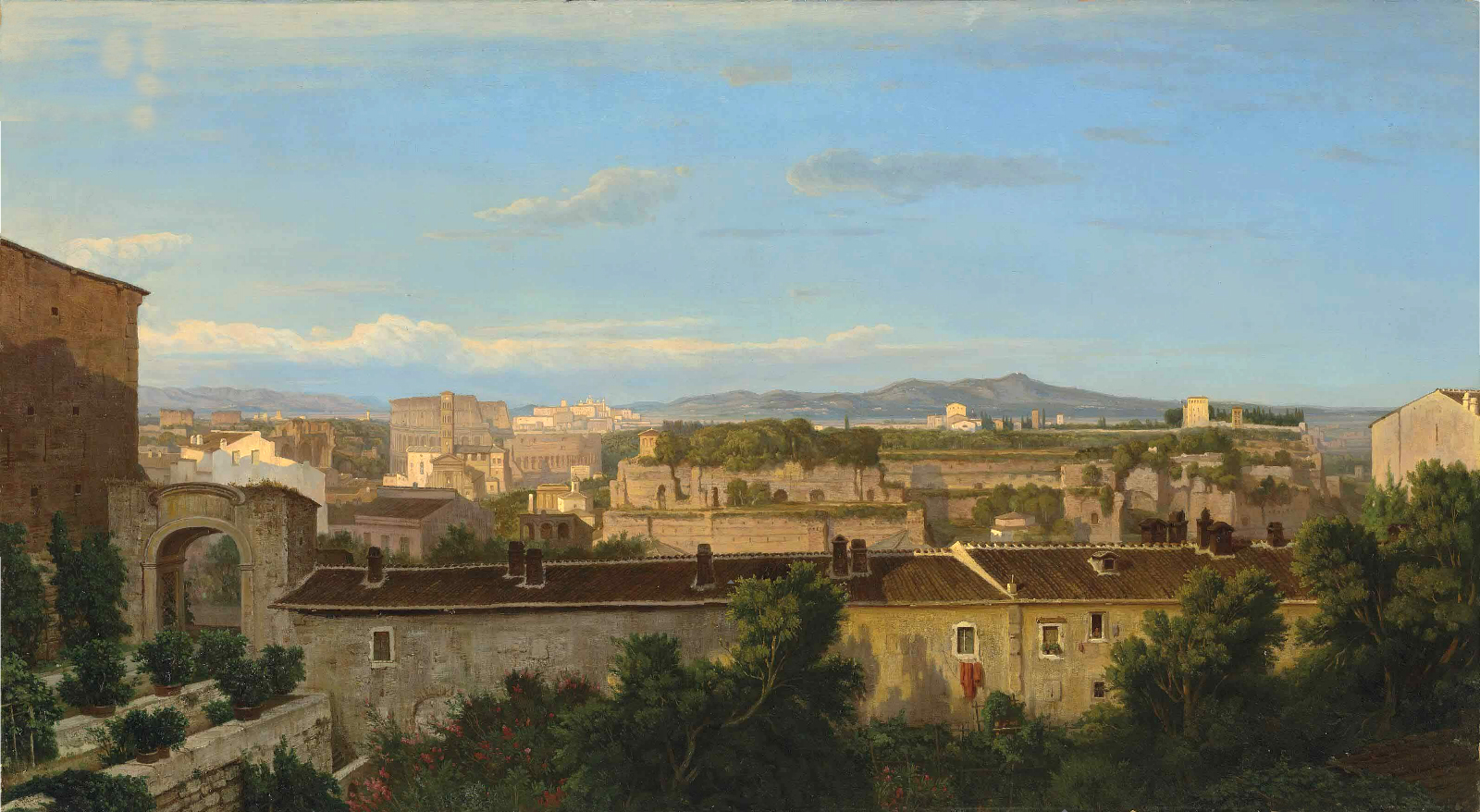
Palatinhügel in Rom

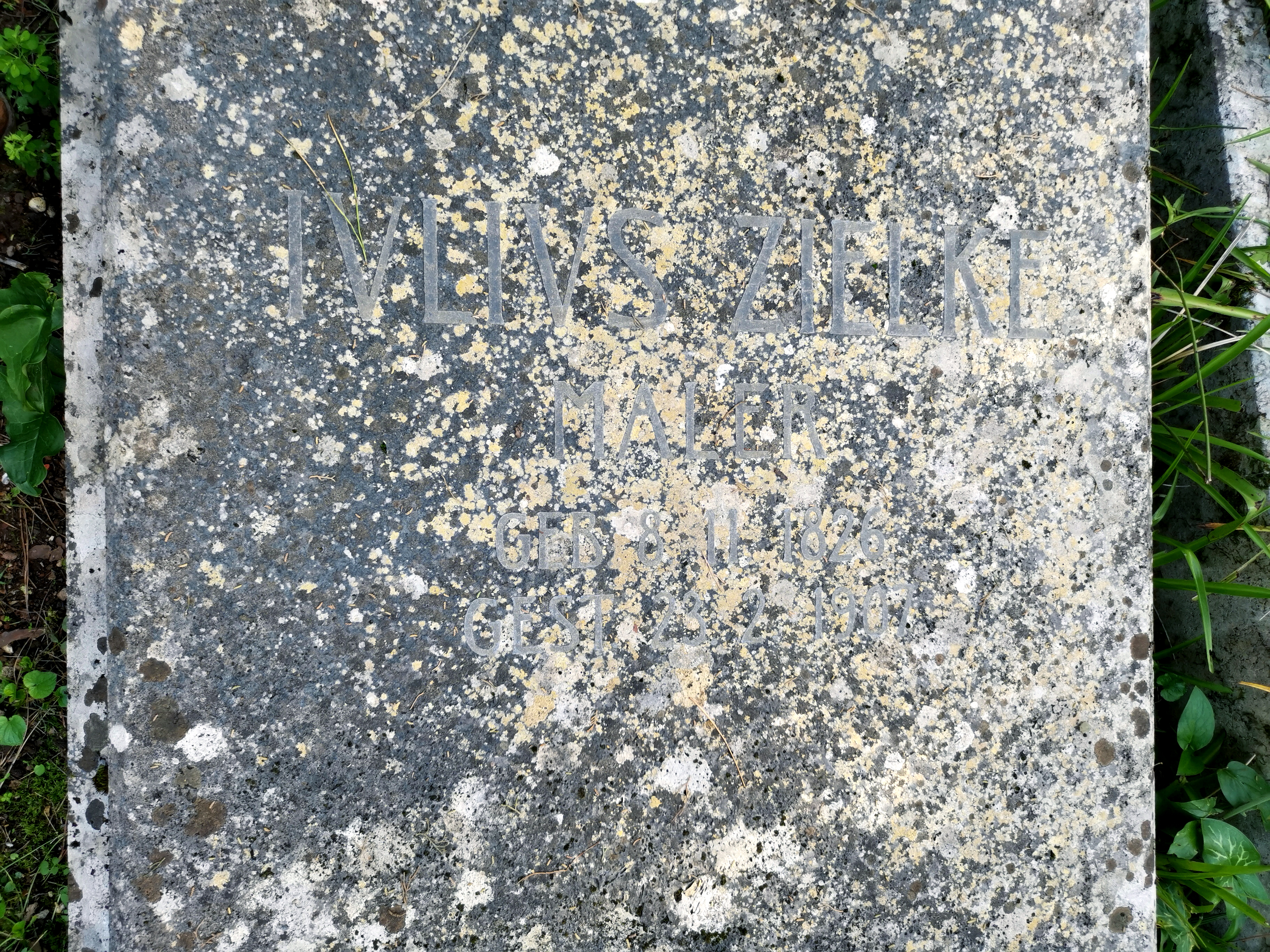
Grab auf dem Nichtkatholischen (Protestantischen) Friedhof Rom, Feld 3-3-9-7

Christian Julius Zielke, auch Julius Zielcke (* 8. November 1826 in Danzig; † 22. Februar 1907 in Rom) war ein deutscher Landschafts- und Vedutenmaler und Zeichner der deutschen Romantik.

## Leben
Julius Zielke war der Sohn eines Malermeisters und studierte von 1845 bis 1851 an der Kunstakademie Düsseldorf unter Friedrich Wilhelm von Schadow. 1848 zählte er zu den Gründungsmitgliedern des Künstlerverein Malkasten. Als Schadow am 30. November 1851 sein Dienstjubiläum an der Kunstakademie hatte, feierten ihn die Künstler des Malkastens mit einem Schadowfest. Aus diesem Anlass wurde ihm auch ein Künstleralbum verehrt. Zielke leistete seinen Beitrag mit der Zeichnung Große Landschaft.
1852 reiste Zielke zusammen mit dem Schriftsteller Joseph Victor von Scheffel, welcher sich der Malerei widmen wollte, nach Rom und ließ sich dort nieder. Er führte ein zurückgezogenes Leben und widmete sich ganz einer romantisch empfundenen Landschaftsmalerei. Seine Motive in Öl und Aquarell, aber auch Zeichnungen, waren meist aus der näheren oder weiteren Umgebung Roms, Neapels, Capris, Sizilien und Oberitalien. Sein Atelier befand sich in der Via dei Maroniti Nr. 4 und seine private Wohnung um 1895 in der Via dei Greci Nr. 3. Im Deutschen Künstlerverein, einem beliebten Treffpunkt der damaligen Deutschrömer und Romreisenden, wurde er 1869 Ehrenmitglied. Zuletzt wohnhaft in der Via Margutta Nr. 42 starb 1907 einer der ältesten deutschen Künstler Roms, der dort seit 55 Jahren ansässig war, ohne Verwandte oder Erben. Sein Grab befindet sich auf dem Protestantischen Friedhof in Rom. Laut Grabsteininschrift starb der Maler Julius Zielke am 23. Februar 1907.

## Werke in öffentlichen Sammlungen
- Große Landschaft, 1851[7]

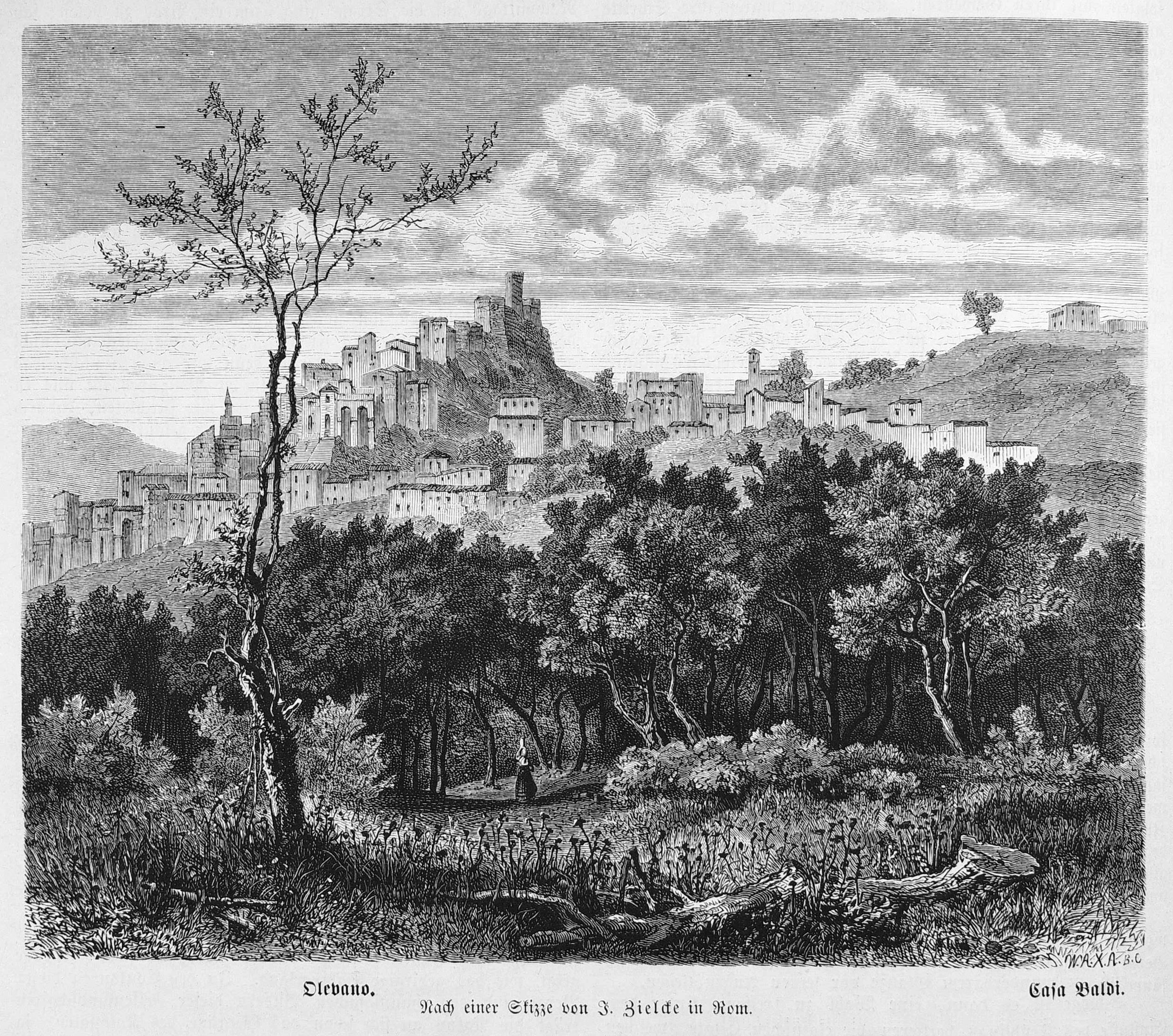
Casa Baldi, Olevano Romano – nach einer Skizze Zielkes angefertigter Stich in der Zeitschrift Die Gartenlaube, 1874

- Blick vom Palantin-Hügel auf das Kolosseum, Aquarell und Gouache, 19,7 × 32,1 cm, National Gallery of Art, Washington, D.C.
- Blick auf Arricia, Aquarell und braune Tinte, 23,2 × 33,7 cm, Morgan Library & Museum, New York
- Blick auf das Albanergebirge von der Terrasse vor Porta S. Paolo, Mischtechnik, 19,8 × 32,8 cm, Allmers-Haus